# 内山登美子
内山登美子（うちやま とみこ、1923年7月29日 - 2012年9月10日）は、日本の詩人、児童文学者。
神奈川県生まれ。神奈川県立横須賀高等女学校（現・神奈川県立横須賀大津高等学校）卒。日本児童文芸家協会顧問。詩のほか、海外児童文学の再話もおこなった。

## 著書
- 『炎える時間 詩集』日本未来派の会　1955
- 『ひとりの夏 詩集』国文社　1958　ピポー叢書
- 『アランの鼻は冷たい 詩集』思潮社　1965
- 『堀辰雄文がたみ高原』宝文館出版　1969
- 「源義経」「母と子の世界の伝記」集英社　1973
- 『永遠の恋人たち 語りつがれた愛のドラマ』金の星社　1979　かもめの本
- 『永遠の恋人たち 8つの愛の物語』1984　集英社文庫 コバルトシリーズ
- 『家出をしたペス』新学社　1987　少年少女こころの図書館
- 『天の秤に 詩集』花神社　1987
- 『愛詩集 あなたの詩わたしの詩』1988　集英社文庫コバルトシリーズ
- 『ヘレン=ケラー 不屈の魂が生んだ奇跡の聖女』新学社・全家研・少年少女こころの伝記 1988
- 『シューマン 心のふるさとを求めて』音楽之友社　1992　ジュニア音楽ブックス クラシックの大作曲家
- 『内山登美子詩集』土曜美術社出版販売・日本現代詩文庫 1994

## 編著
- 『こころの詩 友情・愛・希望』編　金の星社　1975　ジュニア・かもめの本
- 『愛の花ことば花の伝説』編著　1979　集英社文庫 コバルトシリーズ
- 『新・あなたの詩わたしの詩』編　集英社コバルト文庫　1991

## 再話
- プローティ原作『いとしのローレル』集英社　1976　マーガレット文庫 世界の名作
- アミーチス「母をたずねて」『少年少女世界名作全集』主婦の友社　1976

ほか

## 参考
- 『文藝年鑑2011』
- 『文藝家協会ニュース』2012年12月